# Zakliczyn
Zakliczyn ist eine Stadt im Powiat Tarnowski der Woiwodschaft Kleinpolen in Polen. Sie ist Sitz der gleichnamigen Stadt-und-Land-Gemeinde mit etwa 12.500 Einwohnern.

## Geographie
Der Ort liegt an der Mündung der Paleśnica in den Dunajec.

## Geschichte
Ursprünglich wurde der Ort Dunaiz genannt und gehörte in den Jahren 1086–1125 den Benediktinern in Tyniec. Im Jahre 1215 wurde dort die Siedlung Opatkowice gegründet. In der ersten Hälfte des 14. Jahrhunderts hatte der Ort einen Marktplatz, ein Wirtshaus und eine Mühle. Im Jahre 1558 wurde Opatkowice von Wawrzyniec Spytko Jordan gekauft, der die Stadt Zakliczyn nach dem Deutschen Recht gründete. Im 16. und 17. Jahrhundert war die Stadt unter dem Einfluss der Polnischen Brüdern aus dem benachbarten Lusławice, die eine Druckerei hier hatten.
Bei der Ersten Teilung Polens kam Zakliczyn 1772 zum neuen Königreich Galizien und Lodomerien des habsburgischen Kaiserreichs (ab 1804).
1918, nach dem Ende des Ersten Weltkriegs und dem Zusammenbruch der k.u.k. Monarchie, kam Zakliczyn zu Polen. Unterbrochen wurde dies nur durch die Besetzung Polens durch die Wehrmacht im Zweiten Weltkrieg.
Im Jahre 1934 verlor der Ort das Stadtrecht, erhielt es im Jahr 2005 aber zurück. Zwischen 1954 und 1972 gehörte Zakliczyn zur Gromada Zakliczyn (Powiat Brzeski).
Von 1975 bis 1998 gehörte Zakliczyn zur Woiwodschaft Tarnów.

## Gemeinde
Zur Stadt-und-Land-Gemeinde gehören neben der Stadt Zakliczyn weitere Dörfer mit Schulzenämtern.

## Sehenswürdigkeiten
- Hölzerne Häuser (18./19. Jahrhundert)
- Pfarrkirche, gebaut 1739–1768
- Kloster der Franziskaner-Reformaten (17. Jahrhundert)

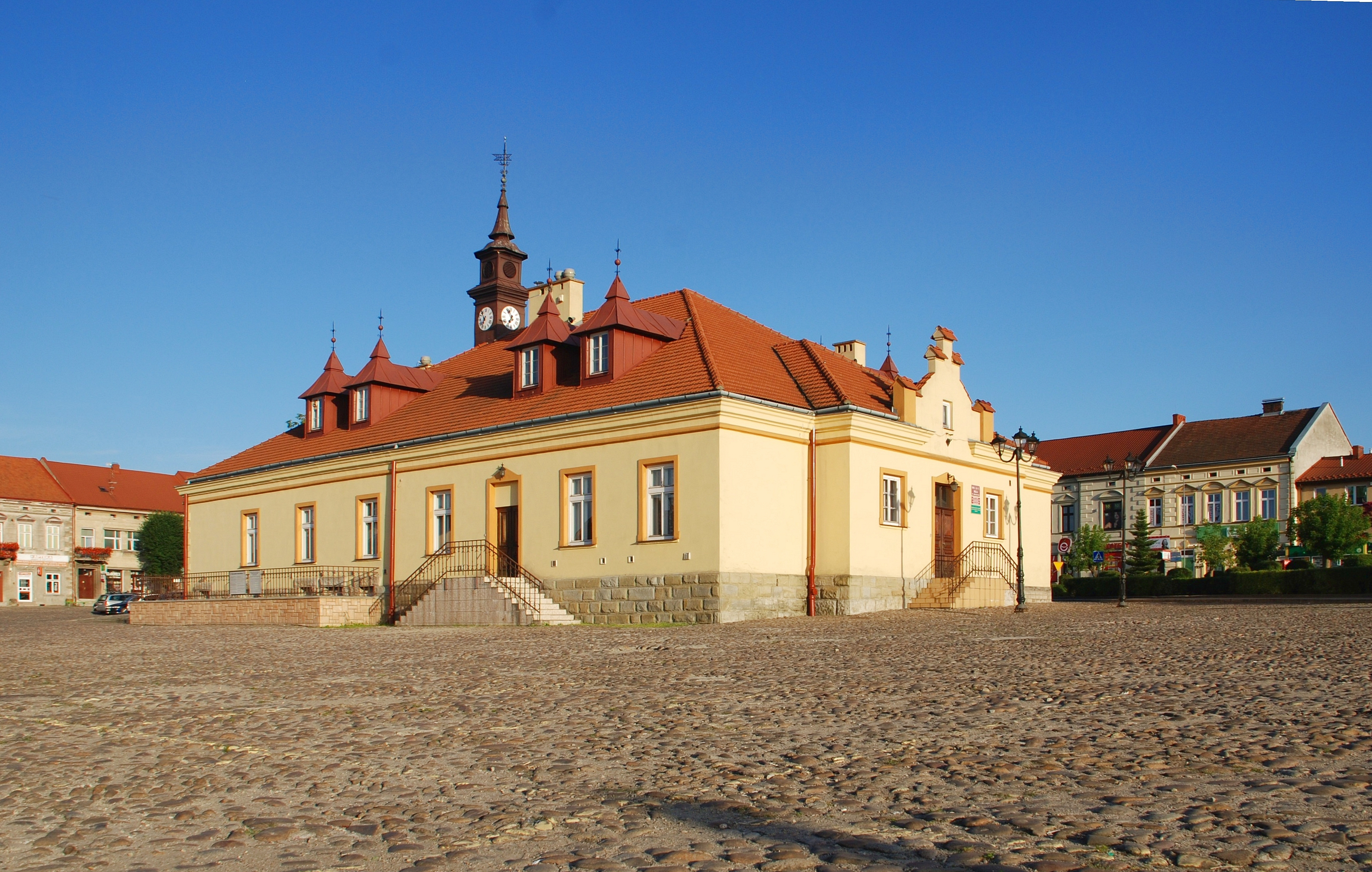
Rathaus
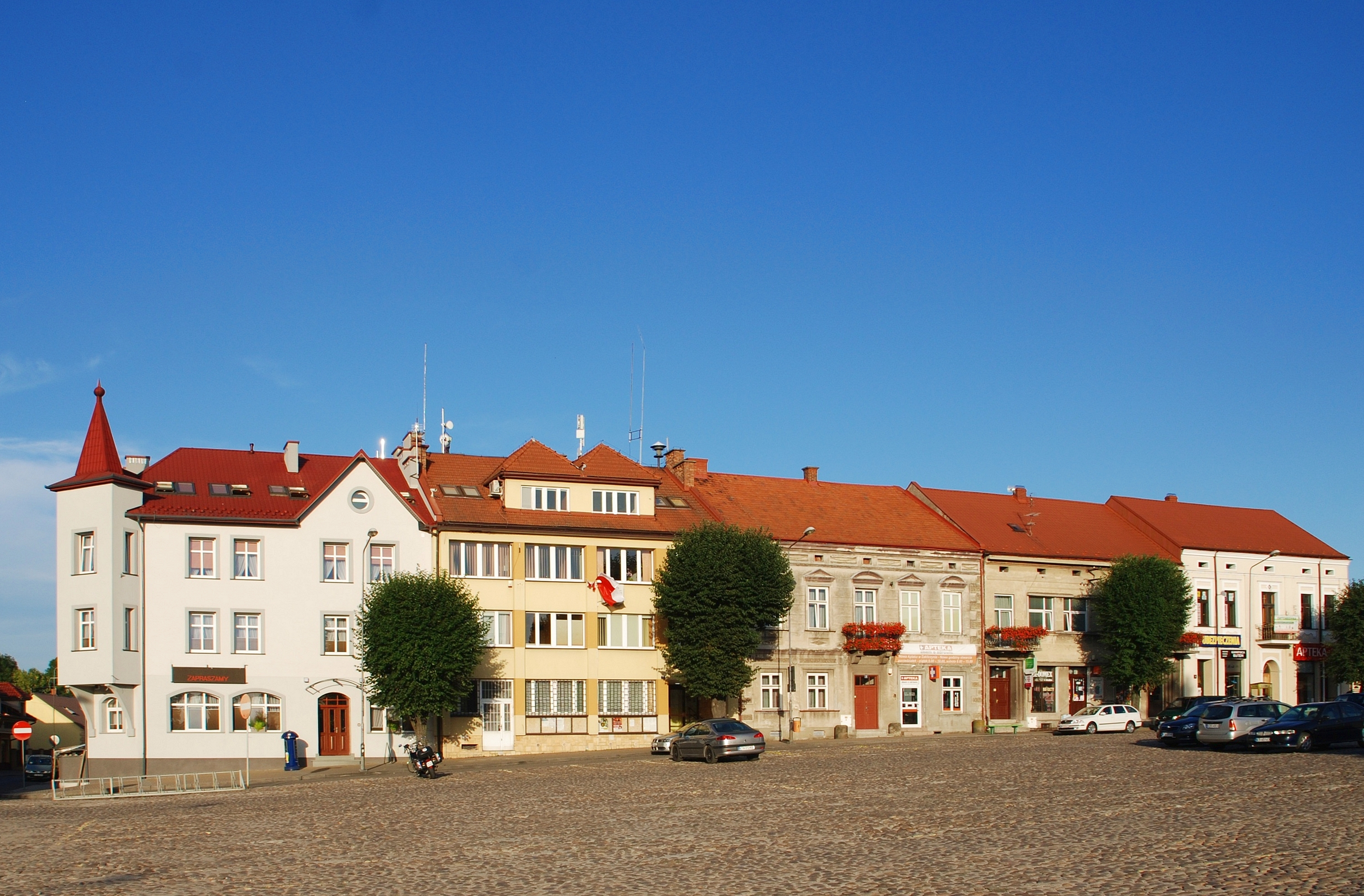
Marktplatz
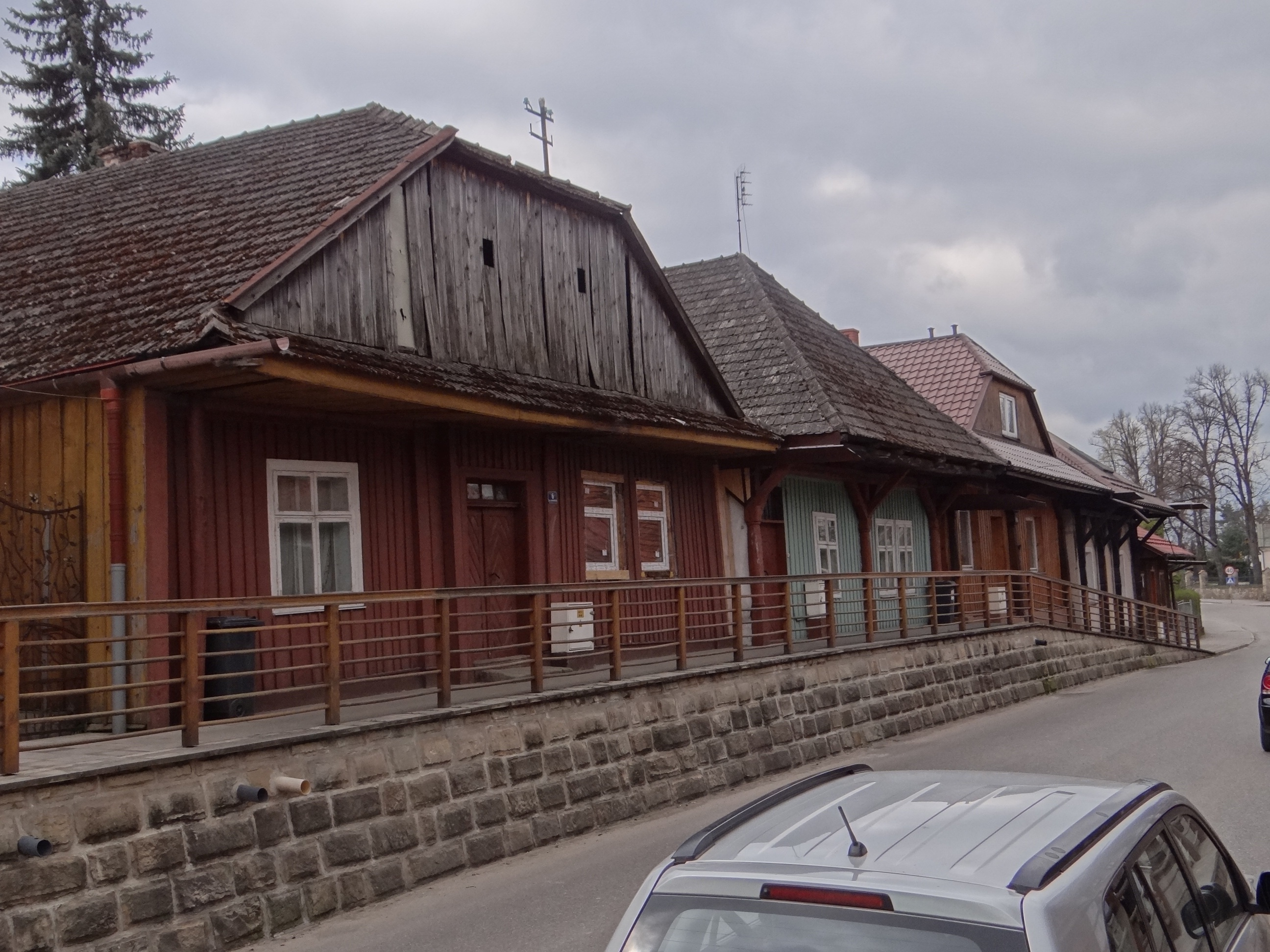
Hölzerne Häuser
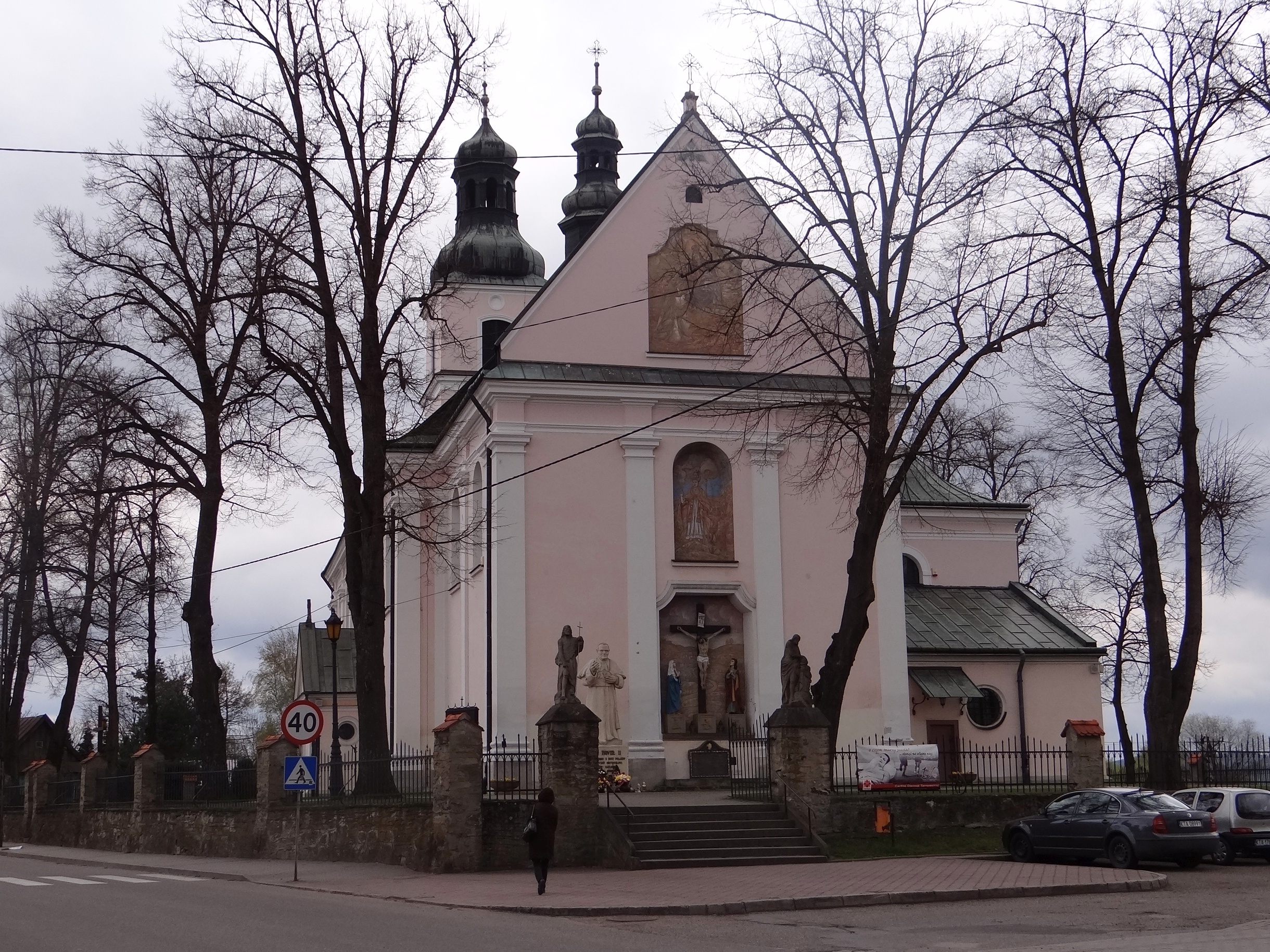
Pfarrkirche
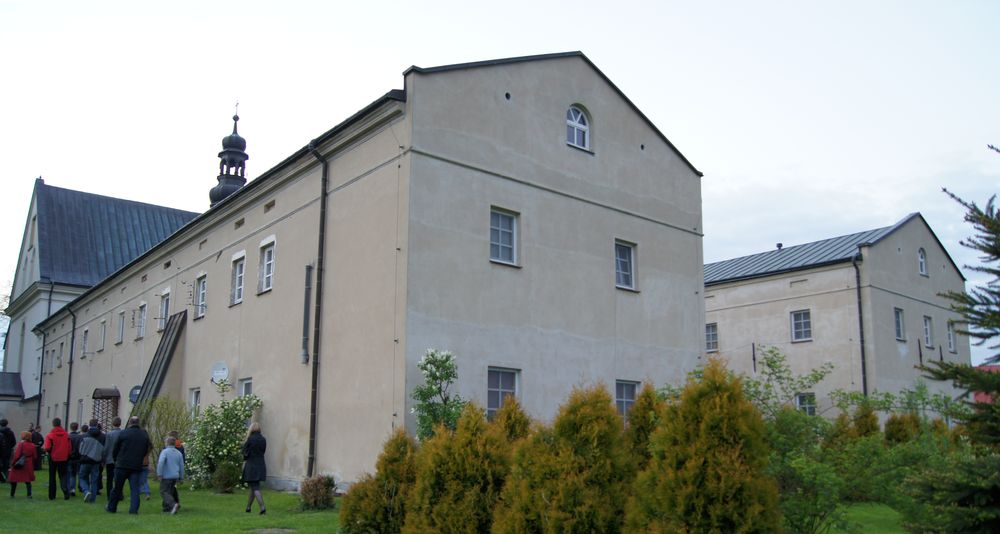
Kloster

## Söhne und Töchter der Stadt
- Marek Gołąb (1940–2017), Gewichtheber